# 25580 Xuelai
25580 Xuelai (tên chỉ định: 1999 XU220) là một tiểu hành tinh vành đai chính. Nó được phát hiện bởi dự án Nghiên cứu tiểu hành tinh gần Trái Đất Lincoln ở Socorro, New Mexico, ngày 14 tháng 12 năm 1999. Nó được đặt theo tên Xue Lai, a Chinese high school student whose computer science team project won first place ở the 2009 Giải thưởng Khoa học và Kỹ thuật Intel.